# Asako Tajimi
Asako Tajimi (jap. 多治見麻子 Tajimi Asako; ur. 26 czerwca 1972 w Mitace) – japońska siatkarka grająca na pozycji środkowej. Obecnie występuje w drużynie Pioneer Red Wings.